# 광주 서원문 밖 석장승
광주 서원문 밖 석장승은 광주광역시 북구 전남대학교에 있는 석장승이다. 2017년 1월 1일 광주광역시의 민속문화재 제8호로 지정되었다.

## 개요
광주읍성 동문인 서원문 밖에서 1967년 전남대학교 박물관에 의해 수습되어 원래 위치가 명확하고 원형을 유지하고 있다.
장승에 새겨진 명문으로 보아 광주를 보호하기 위해 세워졌음을 알 수 있어 역사적․학술적 가치가 있다.

## 참고 자료
- 광주 서원문 밖 석장승 - 국가유산청 국가유산포털